# Gare de Környe
La gare de Környe (en hongrois : Környe vasútállomás) est une gare ferroviaire hongroise, située à Környe.